# Журахів Сергій Іванович
Журахів Сергій Іванович (6 жовтня 1872, м. Київ — † 1949 м. Лодзь) — полковник Армії УНР.

## Життєпис
Закінчив Перше Київське Костянтинівське військове училище.
Станом на 1 січня 1910 року — капітан 130-го піхотного Херсонського полку (Київ). Останнє звання у російській армії — капітан.
У 1920–1922 рр. — старшина управління постачання 3-ї Залізної дивізії Армії УНР.
Помер в 1949 році у місті Лодзь, Польща, похований на цвинтарі «Doły».

## Вшанування пам'яті
28 травня 2011 року у мікрорайоні Оболонь було відкрито пам'ятник «Старшинам Армії УНР — уродженцям Києва». Пам'ятник являє собою збільшену копію ордена «Хрест Симона Петлюри». Більш ніж двометровий «Хрест Симона Петлюри» встановлений на постаменті, на якому з чотирьох сторін світу закріплені меморіальні дошки з іменами 34 старшин Армії УНР та Української Держави, які були уродженцями Києва (імена яких вдалося встановити історикам). Серед іншого вигравіруване й ім'я Сергія Журахіва.